# Zwitsers curlingteam (gemengddubbel)
Het Zwitserse curlingteam vertegenwoordigt Zwitserland in internationale curlingwedstrijden.

## Geschiedenis
Zwitserland debuteerde op het wereldkampioenschap curling voor gemengddubbele landenteams van 2008 in het Finse Vierumäki. De Zwitsers werden wereldkampioen. Dat kunststukje herhaalden ze nog 6 keer, in 2009, 2011, 2012, 2014, 2015, 2017 en 2018.
In 2018 nam Zwitserland deel aan het eerste olympische toernooi voor gemengddubbele landenteams. Het land werd vertegenwoordigd door Jenny Perret en Martin Rios. Het team haalde de finale, waarin verloren werd van Canada met 10-3. Zwitserland ging aldus met zilver naar huis. Vier jaar later was Zwitserland wederom van de partij. Ditmaal eindigde het land als zevende.

## Zwitserland op de Olympische Spelen
| Jaar | Plaats | Team                       | WG | W | V | PV | PT |
| ---- | ------ | -------------------------- | -- | - | - | -- | -- |
| 2018 | 2      | Martin Rios & Jenny Perret | 9  | 6 | 3 | 55 | 55 |
| 2022 | 7      | Martin Rios & Jenny Perret | 9  | 3 | 6 | 55 | 58 |

## Zwitserland op het wereldkampioenschap
| Jaar | Plaats | Team                                          | WG | W  | V | PV  | PT |
| ---- | ------ | --------------------------------------------- | -- | -- | - | --- | -- |
| 2008 | 1      | Toni Müller & Irene Schori                    | 9  | 9  | 0 | 82  | 24 |
| 2009 | 1      | Toni Müller & Irene Schori                    | 10 | 10 | 0 | 83  | 42 |
| 2010 | 5      | Toni Müller & Irene Schori                    | 5  | 4  | 1 | 43  | 23 |
| 2011 | 1      | Sven Michel & Alina Pätz                      | 10 | 10 | 0 | 86  | 35 |
| 2012 | 1      | Martin Rios & Nadine Lehmann                  | 11 | 11 | 0 | 91  | 48 |
| 2013 | 5      | Martin Rios & Nadine Lehmann                  | 9  | 8  | 1 | 81  | 39 |
| 2014 | 1      | Reto Gribi & Michelle Gribi                   | 10 | 9  | 1 | 86  | 48 |
| 2015 | 13     | Marc Pfister & Carole Howald                  | 9  | 5  | 4 | 62  | 48 |
| 2016 | 22     | Yves Hess & Flurina Kobler                    | 6  | 3  | 3 | 37  | 33 |
| 2017 | 1      | Martin Rios & Jenny Perret                    | 10 | 10 | 0 | 85  | 48 |
| 2018 | 1      | Sven Michel & Michèle Jäggi                   | 11 | 10 | 1 | 100 | 51 |
| 2019 | 9      | Kevin Wunderlin & Daniela Rupp                | 8  | 6  | 2 | 51  | 39 |
| 2021 | 5      | Martin Rios & Jenny Perret                    | 9  | 5  | 5 | 65  | 62 |
| 2022 | 2      | Sven Michel & Alina Pätz                      | 11 | 8  | 3 | 89  | 56 |
| 2023 | 5      | Yannick Schwaller & Briar Schwaller-Hürlimann | 10 | 7  | 3 | 69  | 56 |
| 2024 | 4      | Yannick Schwaller & Briar Schwaller-Hürlimann | 12 | 7  | 5 | 83  | 60 |
| 2025 | 11     | Sven Michel & Alina Pätz                      | 9  | 5  | 4 | 61  | 48 |

Australië · België · Brazilië · Bulgarije · Canada · China · Chinees Taipei · Denemarken · Duitsland · Engeland · Estland · Filipijnen · Finland · Frankrijk · Griekenland · Groot-Brittannië · Guyana · Hongarije · Hongkong · Ierland · India · Israël · Italië · Jamaica · Japan · Kazachstan · Kirgizië · Koeweit · Kosovo · Kroatië · Letland · Litouwen · Luxemburg · Mexico · Mongolië · Nederland · Nieuw-Zeeland · Nigeria · Noorwegen · Oekraïne · Oostenrijk · Polen · Portugal · Puerto Rico · Qatar · Roemenië · Rusland · Saoedi-Arabië · Schotland · Servië · Slovenië · Slowakije · Spanje · Thailand · Tsjechië · Turkije · Verenigde Staten · Wales · Wit-Rusland · Zuid-Korea · Zweden · Zwitserland